# Campionat de Catalunya de futbol 1935-1936
La temporada 1935-36 del Campionat de Catalunya de futbol fou la trenta-setena edició de la competició. Fou disputada la temporada 1935-36 pels principals clubs de futbol de Catalunya.

## Primera Categoria

### Classificació final
| Pos | Equip            | PJ | PG | PE | PP | GF | GC | DG  | Pts | Classificació |
| --- | ---------------- | -- | -- | -- | -- | -- | -- | --- | --- | ------------- |
| 1   | FC Barcelona (C) | 10 | 9  | 1  | 0  | 41 | 9  | +32 | 19  | Campió        |
| 2   | FC Badalona      | 10 | 4  | 3  | 3  | 15 | 16 | −1  | 11  |               |
| 3   | CE Sabadell      | 10 | 3  | 3  | 4  | 13 | 19 | −6  | 9   |               |
| 4   | CE Espanyol      | 10 | 3  | 2  | 5  | 18 | 19 | −1  | 8   |               |
| 5   | Girona FC        | 10 | 3  | 2  | 5  | 17 | 19 | −2  | 8   |               |
| 6   | CE Júpiter (R)   | 10 | 2  | 1  | 7  | 14 | 36 | −22 | 5   | Descens       |

Aquesta temporada es produí una reestructuració que afectà a totes les categories del futbol català. La primera categoria eliminà la promoció de descens, de manera que el darrer classificat descendí de categoria automàticament. Aquest club fou el CE Júpiter. El FC Barcelona es proclamà campió. Al final de la temporada es disputà la Copa Catalunya, que fou guanyada pel Terrassa FC.

### Resultats finals
- Campió de Catalunya: FC Barcelona
- Classificats per Campionat d'Espanya: FC Barcelona (a la ronda de vuitens de final), FC Girona (a la ronda de vuitens de final, per estar disputant la fase final de la segona divisió espanyola), CE Espanyol (a la quarta ronda, per ser equip de primera divisió), FC Badalona, CE Sabadell FC, CE Júpiter i Granollers SC (aquests quatre darrers a la primera ronda)
- Descensos: CE Júpiter
- Ascensos: Granollers SC

## Segona Categoria
La Primera Categoria B es reduí aquesta temporada a 8 equips que s'enfrontaren en un grup únic.

| Pos | Equip                | PJ | PG | PE | PP | GF | GC | DG  | Pts | Classificació |
| --- | -------------------- | -- | -- | -- | -- | -- | -- | --- | --- | ------------- |
| 1   | Granollers SC (C, P) | 14 | 9  | 1  | 4  | 33 | 15 | +18 | 19  | Campió        |
| 2   | UE Sant Andreu       | 14 | 7  | 2  | 5  | 23 | 18 | +5  | 16  |               |
| 3   | CE Europa            | 14 | 7  | 2  | 5  | 30 | 21 | +9  | 16  |               |
| 4   | Terrassa FC          | 14 | 7  | 0  | 7  | 28 | 29 | −1  | 14  |               |
| 5   | UA Horta             | 14 | 6  | 1  | 7  | 29 | 33 | −4  | 13  |               |
| 6   | FC Martinenc         | 14 | 5  | 2  | 7  | 30 | 35 | −5  | 12  |               |
| 7   | UE Sants             | 14 | 4  | 4  | 6  | 23 | 31 | −8  | 12  |               |
| 8   | Calella SC (R)       | 14 | 3  | 4  | 7  | 22 | 36 | −14 | 10  | Descens       |

El Granollers SC es proclamà campió i assolí l'ascens directe. El Calella SC perdé la categoria.

## Tercera Categoria
La Segona Categoria Preferent va estar formada per dos grups de sis equips.

| Pos | Equip               | PJ | PG | PE | PP | GF | GC | DG  | Pts | Classificació   |
| --- | ------------------- | -- | -- | -- | -- | -- | -- | --- | --- | --------------- |
| 1   | Vic FC (C, P)       | 10 | 7  | 1  | 2  | 28 | 11 | +17 | 15  | Campió          |
| 2   | CE Manresa          | 10 | 7  | 1  | 2  | 34 | 12 | +22 | 15  |                 |
| 3   | Iluro SC            | 10 | 5  | 1  | 4  | 24 | 18 | +6  | 11  |                 |
| 4   | Mollet SC           | 10 | 4  | 1  | 5  | 23 | 30 | −7  | 9   |                 |
| 5   | Tàrrega SC          | 10 | 3  | 1  | 6  | 17 | 28 | −11 | 7   |                 |
| 6   | Sant Cugat Sport FC | 10 | 1  | 1  | 8  | 13 | 40 | −27 | 3   | Promoció (Nota) |

| Pos | Equip            | PJ | PG | PE | PP | GF | GC | DG  | Pts | Classificació |
| --- | ---------------- | -- | -- | -- | -- | -- | -- | --- | --- | ------------- |
| 1   | FC Santboià      | 10 | 7  | 1  | 2  | 31 | 17 | +14 | 15  | Classificat   |
| 2   | Gràcia SC        | 10 | 6  | 2  | 2  | 22 | 13 | +9  | 14  |               |
| 3   | Reus Deportiu    | 10 | 4  | 3  | 3  | 23 | 16 | +7  | 12  | (+1)          |
| 4   | Club Gimnàstic   | 10 | 5  | 1  | 4  | 19 | 18 | +1  | 11  |               |
| 5   | FC Amposta       | 10 | 1  | 5  | 4  | 11 | 27 | −16 | 8   | (+1)          |
| 6   | UE Poble Nou (R) | 10 | 0  | 2  | 8  | 9  | 24 | −15 | 0   | Descens (-2)  |

Vic i Santboià es proclamaren campions de grup i s'enfrontaren per decidir el campió.
| Equip 1         | Global | Equip 2              | Anada | Tornada |
| --------------- | ------ | -------------------- | ----- | ------- |
| Vic Futbol Club | 6-1    | Futbol Club Santboià | 4-1   | 2-0     |

El Vic FC es proclamà campió de Segona Categoria Preferent i assolí l'ascens de categoria.
Gràcia i Manresa s'enfrontaren per decidir la tercera posició del campionat, posició que afavorí al Manresa.
| Equip 1                  | Global | Equip 2                  | Anada | Tornada |
| ------------------------ | ------ | ------------------------ | ----- | ------- |
| Gràcia Sportiva Cultural | 1-4    | Centre d'Esports Manresa | 1-2   | 0-2     |

La UE Poble Nou, que es retirà del campionat poc abans de finalitzar la temporada, fou substituït la temporada següent pel Sant Sadurní FC, campió de la Segona Categoria Ordinària.